# Sistemi di numerazione in genealogia
I sistemi di numerazione in genealogia sono metodi utilizzati per la numerazione degli individui all'interno di alberi genealogici.

## Ascendenza

### Metodo Sosa-Stradonitz

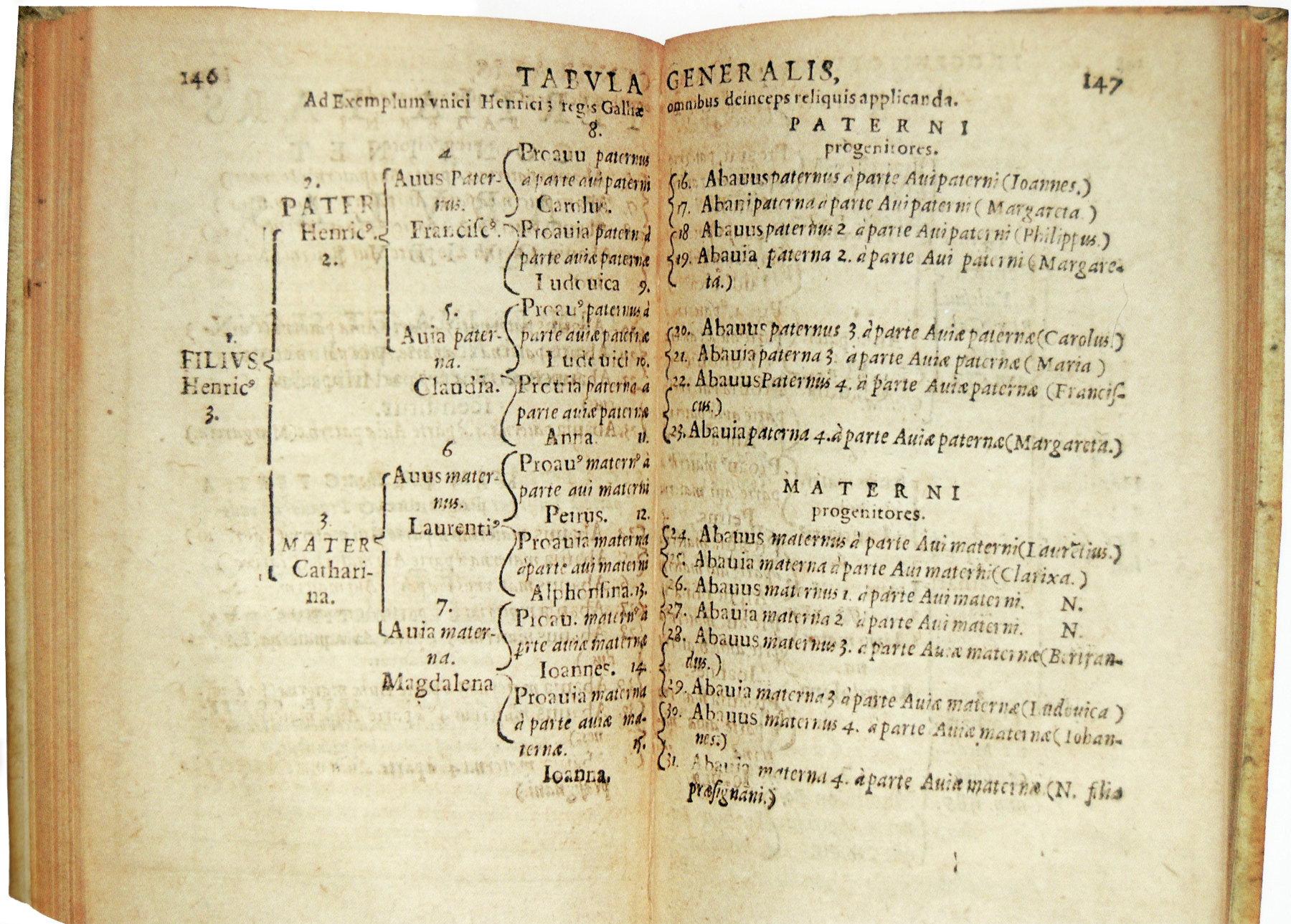
Michael von Aitzing, Thesaurus principum hac aetate in Europa viventium, 1590

Il metodo Sosa-Stradonitz (indicato anche come metodo Eytzinger, metodo Sosa o Ahnentafel) permette la numerazione degli ascendenti di una persona. Fu utilizzato per la prima volta da Michael von Aitzing (indicato anche come Michael Eytzinger) nel 1590.
La persona principale è identificata dal numero 1. Data una persona con identificativo n, il padre avrà identificativo 2n e la madre 2n+1.
Esempio per le prime tre generazioni:
|                      |                 |                 | Genitori      |  |  | Nonni           |  |  | Bisnonni     |  |
|                      |                 |                 |               |  |  | 4 nonno paterno |  |  | 8 padre di 4 |  |
|                      |                 |                 |               |  |  | 4 nonno paterno |  |  | 8 padre di 4 |  |
|                      |                 | 9 madre di 4    |               |  |  | 4 nonno paterno |  |  |              |  |
| 2 padre              |                 |                 |               |  |  | 4 nonno paterno |  |  |              |  |
|                      |                 | 5 nonna paterna | 10 padre di 5 |  |  |                 |  |  |              |  |
|                      |                 | 5 nonna paterna | 10 padre di 5 |  |  |                 |  |  |              |  |
|                      |                 | 5 nonna paterna | 11 madre di 5 |  |  |                 |  |  |              |  |
| 1 persona principale |                 | 5 nonna paterna |               |  |  |                 |  |  |              |  |
|                      | 6 nonno materno | 12 padre di 6   |               |  |  |                 |  |  |              |  |
|                      | 6 nonno materno | 12 padre di 6   |               |  |  |                 |  |  |              |  |
|                      | 6 nonno materno | 13 madre di 6   |               |  |  |                 |  |  |              |  |
| 3 madre              | 6 nonno materno |                 |               |  |  |                 |  |  |              |  |
|                      |                 | 7 nonna materna | 14 padre di 7 |  |  |                 |  |  |              |  |
|                      |                 | 7 nonna materna | 14 padre di 7 |  |  |                 |  |  |              |  |
|                      |                 | 7 nonna materna | 15 madre di 7 |  |  |                 |  |  |              |  |
|                      |                 | 7 nonna materna |               |  |  |                 |  |  |              |  |

## Discendenza

### Metodo Henry
Il metodo Henry è un sistema per la numerazione di una discendenza, creato da Reginald Buchanan Henry per la pubblicazione delle genealogie dei presidenti degli Stati Uniti.
Il progenitore non ha numero. I figli vengono numerati per nascita e sono numerati aggiungendo un elemento all'identificativo del padre: per i primi si usa un numero da 1 a 9; per il decimo si utilizza la  lettera x; dall'undicesimo figlio si usano le lettere da a in poi.
Esempio dall'inizio della genealogia di George Washington secondo Henry.
| Augustine Washington (1694-1743) |  |                                                 |  |                                                 |
|                                  |  | 1 Butler Washington (n. 1716 ca)                |  |                                                 |
|                                  |  |                                                 |  |                                                 |
|                                  |  | 2 Lawrence Washington (1718-1752)               |  |                                                 |
|                                  |  |                                                 |  |                                                 |
|                                  |  |                                                 |  | 21 Jane Washington (1744-1745)                  |
|                                  |  |                                                 |  |                                                 |
|                                  |  | 22 Fairfax Washington (n. 1747)                 |  |                                                 |
|                                  |  |                                                 |  |                                                 |
|                                  |  | 23 Mildred Washington (1748-1749)               |  |                                                 |
|                                  |  |                                                 |  |                                                 |
|                                  |  | 24 Sarah Washington (1750-1752)                 |  |                                                 |
|                                  |  |                                                 |  |                                                 |
|                                  |  | 3 Augustine Washington (1720-1762)              |  |                                                 |
|                                  |  |                                                 |  |                                                 |
|                                  |  |                                                 |  | 31 Elizabeth Washington (1748-1792)             |
|                                  |  |                                                 |  |                                                 |
|                                  |  |                                                 |  | 311 Alexander Eliot Spotswood (1769-1840)       |
|                                  |  |                                                 |  |                                                 |
|                                  |  |                                                 |  | 3111 Alexander Washington Spotswood (1793-1843) |
|                                  |  |                                                 |  |                                                 |
|                                  |  |                                                 |  | 31111 Lavinia Lewis Spotswood (1827-1915)       |
|                                  |  |                                                 |  |                                                 |
|                                  |  |                                                 |  | 311111 Mary Alice Rodhouse (b. 1865)            |
|                                  |  |                                                 |  |                                                 |
|                                  |  |                                                 |  | 3111111 Errol Amos Collins (b. 1896)            |
|                                  |  |                                                 |  |                                                 |
|                                  |  |                                                 |  | 31111111 Mary Alice Collins (b. 1920)           |
|                                  |  |                                                 |  |                                                 |
|                                  |  | 31111112 Helen Mire Collins (b. 1923)           |  |                                                 |
|                                  |  |                                                 |  |                                                 |
|                                  |  | 3112 Elizabeth Washington Spotswood (1796-1873) |  |                                                 |
|                                  |  |                                                 |  |                                                 |
|                                  |  |                                                 |  | 31121 Jerial Dodge (1821-1891)                  |
|                                  |  |                                                 |  |                                                 |
|                                  |  |                                                 |  | 311211 John Lewis Dodge (1859-1904)             |
|                                  |  |                                                 |  |                                                 |

### Metodo d'Aboville
Il metodo d'Aboville è un sistema per la numerazione di una discendenza creato Jacques d'Aboville nel 1940 e simile al metodo Henry.
Il progenitore è identificato dal numero 1. Ai figli, ordinati per nascita, si aggiunge un numero progressivo separato da un punto. Le lettere vengono aggiunte al numero del genitore per distinguere il matrimonio all'interno del quale è nato il figlio.
1 Progenitore - Sposato con (a) prima moglie e poi con (b) seconda moglie
1a.1 Figlio - Da primo matrimonio
1a.1.1 Abiatico
1a.1.1.1 Bisnipote
1a.1.1.2 Bisnipote
1a.1.2 Abiatico
1b.2 Figlio - Da secondo matrimonio
1b.2.1 Abiatico
1b.2.1.1 Bisnipote
1b.2.2 Abiatico
1b.2.2.1 Bisnipote
1b.2.3 Abiatico
1b.2.4 Abiatico
1b.2.5 Abiatico
1b.2.6 Abiatico
1b.2.7 Abiatico
1b.2.8 Abiatico
1b.2.9 Abiatico
1b.2.10 Abiatico

### Metodo Meurgey de Tupigny
Il metodo Meurgey de Tupigny è un sistema per la numerazione di una discendenza creato da Jacques Meurgey de Tupigny nel 1953.
Un numero romano identifica la generazione di appartenenza; è seguito da un numero progressivo, unico all'interno della generazione.
| I Progenitore |  |                |  |                |
|               |  | II-1 Figlio    |  |                |
|               |  |                |  |                |
|               |  |                |  | III-1 Abiatico |
|               |  |                |  |                |
|               |  |                |  | IV-1 Bisnipote |
|               |  |                |  |                |
|               |  | IV-2 Bisnipote |  |                |
|               |  |                |  |                |
|               |  | III-2 Abiatico |  |                |
|               |  |                |  |                |
|               |  | III-3 Abiatico |  |                |
|               |  |                |  |                |
|               |  | III-4 Abiatico |  |                |
|               |  |                |  |                |
|               |  | II-2 Figlio    |  |                |
|               |  |                |  |                |
|               |  |                |  | III-5 Abiatico |
|               |  |                |  |                |
|               |  |                |  | IV-3 Bisnipote |
|               |  |                |  |                |
|               |  | IV-4 Bisnipote |  |                |
|               |  |                |  |                |
|               |  | IV-5 Bisnipote |  |                |
|               |  |                |  |                |
|               |  | III-6 Abiatico |  |                |
|               |  |                |  |                |